# Великоніг чорнодзьобий
Великоніг чорнодзьобий (Talegalla fuscirostris) — вид куроподібних птахів родини великоногових (Megapodiidae).

## Поширення
Вид поширений в південній та західній частині Нової Гвінеї та на островах Ару. Живе у дощових лісах.

## Спосіб життя
Живиться насінням, опалими плодами та наземними безхребетними. Гніздиться у великих курганах з суміші піску, листя та інших рослинних решток, де тепло, що утворюється при розкладанні органічного матеріалу, служить для інкубації яєць. Будівництво та обслуговування курганів, які можуть досягати 4,5 м у висоту та 9 м у діаметрі, відбувається протягом року.

## Підвиди
- T. f. aruensis (Roselaar, 1994)
- T. f. meyeri (Roselaar, 1994)
- T. f. fuscirostris (Salvadori, 1877)
- T. f. occidentis (CMN White, 1938)